# Ahmad ibn Yusuf (matematico)
Abū Jaʿfar Aḥmad ibn Yūsuf ibn Ibrāhīm ibn Tammām al-Ṣiddīq al-Baghdādī (in arabo ﺍﺑﻮ ﺟﻌﻔﺮ ﺍﺣﻤﺪ ﺑﻦ ﻳﻮﺳﻒ ﺑﻦ ﺍﺑﺮﺍﻫﻴﻢ ﺑﻦ ﺗﻤﺎﻢ ﺍﻟﺼﺪﻴﻖ ﺍﻟﺒﻐﺪﺍﺩﻱ‎?); Baghdad, 835 – Il Cairo, 912) è stato un matematico, astronomo e medico arabo iracheno.
Noto anche come Aḥmad ibn Yūsuf al-Miṣrī - ossia "l'Egiziano" - e noto in Occidente col suo nome latinizzato di Hametus, Aḥmad ibn Yūsuf fu, al pari del padre Yūsuf ibn Ibrāhīm (in arabo يوسف بن ابراهيم الصدَيق البغدادي ‎?) - ossia "Yūsuf figlio d'Ibrāhīm, il grandemente veridico, di Baghdad", un famoso matematico (ḥāsib), pur coltivando anche il suo interesse scientifico per l'astronomia (ʿilm al-falak) e per la medicina. 

## Vita
Aḥmad ibn Yūsuf nacque a Baghdad e si trasferì col padre a Damasco nell'839. Più tardi il figlio si spostò al Cairo in una data rimasta incerta, ed è per questo che si guadagnò la nisba di al-Miṣrī (l'Egiziano). Ciò avvenne comunque probabilmente in gioventù. Qui morirà nel 912.
Aḥmad ibn Yūsuf si avvantaggiò della formazione ricevuta dal padre e dell'ambiente intellettuale particolarmente vivace del Cairo dell'epoca, studiando matematica, astronomia e medicina, realizzando tavole astronomiche (zīj) nell'ambito di una sorta di scuola di ricercatori interessati alle scienze esatte. Svolse un importante ruolo in Egitto nel momento in cui questa parte del califfato abbaside si rendeva di fatto indipendente coi Tulunidi: la prima dinastia di fatto indipendente del mondo islamico.

## Opere
Di alcuni lavori attribuiti ad Aḥmad b. Yūsuf non è chiaro quando siano stati scritti, se sia stato suo padre l'autore o se li abbiano scritti congiuntamente. È tuttavia chiaro che egli lavorò su un libro riguardante il rapporto e la proporzionalità. Esso fu tradotto in latino da Gherardo da Cremona e fu un commentario degli Elementi di Euclide. Tale opera influenzò i primi matematici europei come  Leonardo Fibonacci. Aḥmad b. Yūsuf commentò in seguito, col suo Sugli archi simili il Karpos (o Centiloquium) di Tolomeo, che fu testo di base impiegato dagli studenti di Medicina nell'Università di Bologna nel XV secolo. Numerosi autorevoli studiosi ritengono addirittura che Ibn Yūsuf sia stato il vero autore di quel lavoro.
Scrisse anche un libro sull'astrolabio e viene citato da matematici quali Thomas Bradwardine, Jordanus di Nemore e Luca Pacioli.